# 光合成の効率
光合成の効率 (こうごうせいのこうりつ) とは、緑色植物や藻類が光合成を行う際に、光エネルギーのうち化学エネルギーに変換される割合のことである。
効率は、吸収される光だけを数えるのか、どのような波長の光を使うのかによって決まる（光合成活性放射を参照）。実際に使える光は太陽光のうち45％しか無い。
理想的には、チラコイド膜上の反応で光エネルギーからATP、NADPHを作り出す効率は33～35%、炭素固定を行う還元的ペントースリン酸回路を含めて30％ほどになるが、実際には前述のように吸収能率の悪い波長の他、二酸化炭素濃度の不足、最適でない温度、不足する水分、光飽和などによって効率は大きく低下する。
それにエネルギーの全てを成長、バイオマスの増加に当てられるわけでもない。結局光エネルギーからバイオマスへの変換効率は3〜6％程度である。
実際の農業においては、穀物の中でも土地あたりの収量が多いイネ科であっても1％ほどで、さらに可食部はその半分、最終的な食料への変換効率は0.5％しかない。

## 典型的な効率

### 植物
日光からバイオマスへの効率
| 植物         | 効率             |
| ------------ | ---------------- |
| 一般的な植物 | >0.1% 0.2–2% <1% |
| 一般的な作物 | 1–2%             |
| C3植物, 最大 | 3.5%             |
| C4植物, 最大 | 4.3%             |

以下は、ホールとラオによる光合成からの光合成プロセスのエネルギーの内訳です
葉に落ちる太陽スペクトルから始めて、
- 400〜700 nm範囲外の波長の光、太陽光の47％が失われる（クロロフィルは400〜700 nmの光子を使用し、範囲内の波長の光子から700 nm光子相当のエネルギーを取得する・）
- 吸収が不完全であるか、葉緑体以外の成分に光が当たり、帯域内光子の30％が失われる
- 波長の短い高エネルギーの光子も700nmの長波長の低エネルギーの光子と同じだけの反応しかもたらさない。結果吸収された光子エネルギーの24％が失われる。
- 使用エネルギーの68％が炭素固定、d-グルコースへの変換で失われる。
- ブドウ糖の35〜45％は、暗闇と光呼吸の過程で葉によって消費される。

言い換えれば：
- 100％太陽光→非生物学的光損失は47％であり、
- 53％（400〜700 nmの範囲）→吸収が不完全なために光子の30％が失われ、
- 37％（吸収された光子エネルギー）→短波長の光子が長波長の光より持っていたエネルギー、24％が失われ、
- 28.2％（クロロフィルによって収集された太陽光エネルギー）→68％は、ATPおよびNADPHのd-グルコースへの変換で失われ、
- 9％（ブドウ糖として収集）→ブドウ糖の35〜40％は、暗闇と光呼吸で葉によって消費され、
- 5.4％の正味葉効率が残る。

多くの植物は、残りのエネルギーの多くを根の成長に費やす。ほとんどの作物植物は、太陽光の 0.25% から 0.5% を製品に蓄える（コーンカーネル、ポテトスターチなど）。
光合成は、低照度では光強度に比例して増加するが、高照度ではもはやそうではない（光飽和）。約10,000ルクスまたは約100ワット/平方メートル以上では、光合成速度はもはや増加しない。したがって、ほとんどの植物は真昼の日射強度の10%程度しか利用できない。このため、実験室でのピーク時の結果に比べ、畑で達成される平均光合成効率は劇的に低下する。しかし、実際の植物（実験室でのテストサンプルとは対照的）には、冗長でランダムに配置された葉がたくさんある。このため、各葉の平均照度を昼間のピークよりかなり低く保つことができ、限られた照度・実験室で期待される試験結果に近い結果を得ることができる。
光量が補償点と呼ばれる植物固有の値を超えている場合のみ、植物は現在のエネルギー需要に対して細胞呼吸で消費するよりも多くの炭素を同化し、消費するよりも多くの酸素を光合成で放出する。

### 藻類とその他の単細胞生物
メリーランド大学の2010年の研究により、光合成を行うシアノバクテリアは、地球上の光合成生産量の20-30%を占め、地球上で太陽エネルギーを約450TWの出力でバイオマスに蓄積された化学エネルギーに変換していることが明らかにされている。紅藻やシアノバクテリアに多く含まれるB-フィコエリスリンなどの色素は、他の植物よりもはるかに高い集光効率を持っている。このような生物は、ソーラーパネルの設計を改善するための生体模倣の参考材料となる可能性がある。